# The Murder of Sonic the Hedgehog
The Murder of Sonic the Hedgehog ist ein Visual Novel-Videospiel, das von Sega am 31. März 2023 über Steam für Microsoft Windows und macOS veröffentlicht wurde.
Das Spiel ist im Rahmen eines Aprilscherzes seitens Sega erschienen. Stunden vor der Enthüllung kündigten Segas Social-Media-Kanäle an, eine neue, zukunftsweisende Richtung mit der Sonic-Serie einschlagen zu wollen, was bereits zur Annahme führte, dass damit ein Aprilscherz vorbereitet werden würde. Stunden später erschien ein Trailer auf YouTube, welcher ankündigte, dass die neue Zukunft daraus bestünde, dass Sonic the Hedgehog jetzt tot sei, gefolgt von Gameplay des Spiels und dem Verweis, dass dieses ab sofort kostenlos auf Steam zum Download zur Verfügung stehe. Offensichtlich war dieser Aprilscherz nicht nur als humorvoll gemeintes Video gedacht, sondern tatsächlich kann das Spiel The Murder of Sonic the Hedgehog seitdem rein aus Gründen des Fanservices kostenfrei auf Steam heruntergeladen werden, was zu zahlreichen sehr positiven Rezensionen führte.
Es geht um einen inszenierten Mordfall an Bord eines Zuges voller Charaktere des Sonic-Universums, mit denen der Spieler interagiert und ermittelt, um den Täter zu entlarven und den anscheinend stattgefundenen Mordfall an Sonic aufzuklären. Kleinere Geschicklichkeitspassagen lockern die textreichen Passagen auf. Je nachdem, wie ausführlich der Spieler die Zugabteile erforscht, kann die Spieldauer etwa drei bis fünf Stunden betragen. The Murder of Sonic the Hedgehog ist nur mit englischen Texten verfügbar und nur mit Maus und Tastatur spielbar. Nach nur wenigen Tagen wurde es millionenfach heruntergeladen und zu einem der bestbewerteten Steam-Spiele aller Zeiten.

## Handlung
Amy Rose feiert ihren Geburtstag auf einem Zug namens „Mirage Express“ und lädt ihre Freunde ein, an Bord des Zuges an einem Spiel teilzunehmen. Jeder Charakter schlüpft in eine von Amy vorgegebene Rolle: Amy selbst als Journalistin, Sonic the Hedgehog als Zugführer, Miles Tails Prower als Detektiv, Knuckles the Echidna als Sheriff, Shadow the Hedgehog als Schlosser, Vector the Crocodile als Fleischer, Espio the Chameleon als Dichter, Rouge the Bat als Unternehmerin und Blaze the Cat als Magnatin. Als tatsächliches Personal fungiert nur der Schaffner, der nach 32 Jahren seinen letzten Arbeitstag vor seinem Renteneintritt hat, eine große Menge von Roboterarmen, welche zur modernen Technik des Zuges gehören und der Spieler selbst in der Gestalt eines Quokka als Kellner an seinem ersten Arbeitstag. Es gilt, einen Mordfall zu inszenieren, den Amy als Geburtstagskind und Tails als Detektiv aufklären sollen. Zufällig scheint es Sonic zu treffen, der anscheinend ermordet wurde und sich scheinbar schlafend stellt. Der Quokka begleitet Tails bei seinen Ermittlungen, die Zugabteile zu erforschen, die Passagiere zu befragen und Alibis zu überprüfen, um den Täter zu ermitteln.
Im Laufe der Ermittlungen gerät Shadow zunehmend in den Verdacht, den Mord begangen zu haben, weil er stets die Türen hinter sich verschließt, doch es stellt sich heraus, dass er dies nur tat, um Zeit zu gewinnen und um für Amy noch ein Geburtstagsgeschenk zu organisieren. Der Täter, welcher Sonic mit einem Giftpfeil ausschaltete, war letztendlich Espio the Chameleon. Er tat dies jedoch nur, weil ihm eine Anweisungskarte mit genauen Befehlen zugesteckt wurde, ähnlich der Karten die Amy selbst zuvor verteilte, welche er gewissenhaft ausführte. Jedoch stammte diese eine Anweisungskarte nicht von Amy, sondern von den Roboterarmen des Zuges. Inzwischen kommt Sonic, welcher vorübergehend gelähmt war, zu seinen Freunden hinzu. Der Bordcomputer des Zuges kündigt an, Sonic und die anderen an Dr. Eggman auszuliefern, da der Zug eine Art Badnik sei, ein Roboter von Dr. Eggman, welcher mit einem grünen Flicky als Energiequelle betrieben wird. Auch akzeptiere der Zug nicht, dass der Schaffner seine Tätigkeit nach diesem Arbeitstag niederlegen möchte und will ihn dazu zwingen, weiter als Schaffner zu arbeiten. Sonic schlägt sich durch alle Zugabteile und demoliert den Zug, während Espio den Flicky aus seiner Gefangenschaft als Energiequelle befreien kann. Am Ende ihrer Zugfahrt sind am Bahnhof alle wohlauf und glücklich, Amy bekommt einen großen Geburtstagskuchen und der Schaffner freut sich mit seiner Frau auf seinen ersten Urlaub direkt nach dem Rentenantritt. Offensichtlich war es der insgeheime Wunsch des Flicky, nachdem dieser all die Jahre im Badnik gefangen war, nach 32 Jahren nicht vom Schaffner getrennt zu werden – Woraufhin sich der Flicky dem Schaffner und seiner Frau anschließt.

## Gameplay
The Murder of Sonic the Hedgehog ist nur mit englischen Texten verfügbar und nur mit Maus und Tastatur spielbar. Zu Beginn des Spiels tippt man den Namen des Kellners, der seinen ersten Arbeitstag an Bord des Zuges hat, ein. Zumeist wird das Spiel mit Textboxen und entsprechenden Bildern vorangetrieben, welche mit Mausklick oder Tastendruck fortgesetzt werden. Gelegentlich erhält man die Auswahl aus verschiedenen Antwortmöglichkeiten, aus denen man wählen kann. Sollte eine bestimmte Antwort benötigt werden, wird nach einer falschen Antwort die Frage so lange wiederholt, bis die richtige Antwort gegeben wurde. Bei Untersuchungen in Abteilen kann man im Bild auf vorgegebene Gegenstände oder Charaktere klicken, um entsprechende Textboxen auszulösen. In der oberen linken Ecke sind fast immer zwei Menüpunkte verfügbar: Unter Optionen kann auf bis zu drei Speicherstände der Spielfortschritt abgesichert oder geladen werden, während im Inventar Gegenstände gesammelt werden, beispielsweise die Karte des Zuges oder gesammelte Hinweise. Nicht mehr benötigte Hinweise werden nach jedem Betreten eines neuen Zugabschnitts automatisch entsorgt.
Immer wieder kommt es zu kleinen Geschicklichkeitseinlagen auf einem Gerät namens „DreamGear“, in denen Sonic in einer isometrischen Vogelperspektive automatisch rennt und der Spieler ihn mit den Pfeiltasten nach links und rechts in die entsprechende Richtung lenkt, während Sonic mit einem Druck auf die Leertaste im Spiel springt. Dabei gilt es, das Ziel mit einer vorgegebenen Anzahl an Ringen zu erreichen, um den Abschnitt abzuschließen. Bei Kontakt mit Fallen wie Stacheln, Bomben oder ähnlichen Hindernissen verliert Sonic einige seiner bereits gesammelten Ringe, während ein Sturz in den Abgrund den Versuch sofort beendet. Wird das Ziel nicht erreicht, muss der Abschnitt von vorne begonnen werden. Es ist möglich, in den Optionen die Abgründe zu entfernen oder Sonic in diesen Abschnitten unverwundbar einzustellen, damit auch Spieler, welche sich mehr auf die Story des Spiels konzentrieren möchten, nicht von den Geschicklichkeitseinlagen davon abgehalten werden könnten, das Spiel bis zum Ende zu erleben. Nach Ende des Spiels erschienen die Credits, ehe man auf den Titelbildschirm zurückkehrt.

## Entwicklung
Die Idee für dieses Spiel kamen Katie Chrzanowski und Justin Thormann aus Segas offiziellen Social-Media-Team für Sonic the Hedgehog bei Gesprächen während der Premiere des Kinofilms Sonic the Hedgehog im Jahre 2020. Katie Chrzanowski fand in Michal Miexriir Shafrir und Greg Batha Unterstützung sowie technisches Know-how für die Umsetzung des Projekts. Als Writer stellte sich Ian Mutchler zur Verfügung, als Komponisten konnten Troupe Gammage und Joel Corelitz gewonnen werden. Das Spiel wurde jedoch ohne finanziellen Hintergedanken, sozusagen als reines Fan-Projekt, entwickelt. Früh war klar, dass man mit der Headline, dass Sonic tot sei, für Aufmerksamkeit sorgen wollte. Jedoch wollten die Entwickler auch sicher gehen, dass dieser Gag korrekt verstanden und eingeordnet werden könne, indem sie es nicht zu plump oder unverständlich darstellen würden, um Fans den Gedanken sowie Witz des Spiels verstehen zu lassen.

## Veröffentlichung
Stunden vor der Enthüllung des Spiel kündigten Segas Social-Media-Kanäle an, eine neue, zukunftsweisende Richtung mit der Sonic-Serie einschlagen zu wollen, was bereits zur Annahme führte, dass damit ein Aprilscherz vorbereitet werden würde. Stunden später erschien ein Trailer auf YouTube, welcher bisherige Meilensteine der Serie in Form von Sonic the Hedgehog (1991), Sonic the Hedgehog 2 (1992), Sonic Adventure 2 (2001) und Sonic Frontiers (2022) zeigte und ankündigte, dass die neue Zukunft daraus bestünde, dass Sonic the Hedgehog jetzt tot sei, gefolgt von Gameplay des Spiels und dem Verweis, dass dieses ab sofort kostenlos auf Steam zum Download zur Verfügung stehe. Sowohl auf der Steam-Seite als auch beim YouTube-Trailer ist als Veröffentlichungsdatum jedoch nicht etwa der 1. April, sondern der 31. März 2023 verzeichnet.

## Rezeption
The Murder of Sonic the Hedgehog wurde von Fachpresse und Community zum Großteil sehr positiv aufgenommen, so lautet auch die allgemeine Bewertung auf Steam nach rund 15.000 Rezensionen „äußerst positiv“, was sicher auch durch die kostenlose Bereitstellung als Fanservice begünstigt wurde. Die meisten Spieler fanden Gefallen an der liebevoll ausgeschmückten Geschichte. Der Wiederspielwert hingegen ist vergleichsweise gering, wenn man den Verlauf der Geschichte bereits kennt.

„Against all odds, The Murder of Sonic the Hedgehog has a more sincere script than you would expect from anything that was released on April 1 for free ninety-nine. This is a fun game with genuine laughs, terrific art, and a killer soundtrack, and you don’t have to pay a dime to play it. I could quibble about minor stuff if I wanted, but at the end of the day, I’m happy it exists at all, and that it not only exists, but that it’s this joyful.“

„Entgegen aller Erwartungen hat The Murder of Sonic the Hedgehog ein besseres Skript, als man es von etwas erwarten würde, das kostenlos am 1. April veröffentlicht wurde. Das hier ist ein spaßiges Spiel mit echten Lachern, tollen Grafiken und einem Mords-Soundtrack, und man muss keinen Cent bezahlen, um es spielen zu können. Wenn ich wollte, könnte ich über Kleinigkeiten mäkeln; aber am Ende des Tages bin ich froh, dass es überhaupt existiert und dass es nicht nur existiert, sondern auch so fröhlich unterhaltsam ist.“

Am 5. April 2023 gab Katie Chrzanowski auf ihrem Twitter-Profil bekannt, dass The Murder of Sonic the Hedgehog nach fünf Tagen bereits über eine Million Mal heruntergeladen wurde und Platz 61 der bestbewerteten Steam-Spiele aller Zeiten belegt.